# Dawit Fekadu
Dawit Fekadu là một cầu thủ bóng đá người Ethiopia, thi đấu ở vị trí tiền đạo cho Dedebit F.C..

## Sự nghiệp quốc tế
Vào tháng 1 năm 2014, huấn luyện viên Sewnet Bishaw, triệu tập anh vào đội hình Ethiopia tham dự Giải vô địch bóng đá châu Phi 2014. Đội tuyển bị loại ở vòng bảng sau thất bại trước Congo, Libya và Ghana.

### Bàn thắng quốc tế
Tỉ số và kết quả liệt kê bàn thắng của Ethiopia trước.
| #  | Ngày                 | Địa điểm                                        | Đối thủ              | Tỉ số | Kết quả | Giải đấu                                     |
| -- | -------------------- | ----------------------------------------------- | -------------------- | ----- | ------- | -------------------------------------------- |
| 1. | 11 tháng 10 năm 2015 | Sân vận động Addis Ababa, Addis Ababa, Ethiopia | São Tomé và Príncipe | 1–0   | 3–0     | Vòng loại giải vô địch bóng đá thế giới 2018 |
| 2. | 17 tháng 10 năm 2015 | Sân vận động Addis Ababa, Addis Ababa, Ethiopia | Cộng hòa Congo       | 2–4   | 3–4     | Vòng loại giải vô địch bóng đá thế giới 2018 |
| 3. | 29 tháng 3 năm 2016  | Sân vận động Addis Ababa, Addis Ababa, Ethiopia | Algérie              | 3–2   | 3–3     | Vòng loại Cúp bóng đá châu Phi 2017          |